# Héroes de Alquiler
Héroes de Alquiler (en inglés: Heroes for Hire) es un equipo de superhéroes que aparece en los cómics estadounidenses publicados por Marvel Comics. El equipo apareció por primera vez en Power Man and Iron Fist #54 12 de 1978, y fue creado por Ed Hannigan y Lee Elias. El equipo continuó apareciendo en cómics con regularidad a lo largo de los años y ha aparecido como invitado en producciones televisivas y entornos de juegos con otros superhéroes.

## Historia de la publicación y el concepto original
El concepto de un héroe que alquilaba sus servicios se originó en la serie en solitario de Luke Cage titulada Luke Cage, Hero for Hire (traducido: Luke Cage, Héroe en Alquiler). Aunque el título cambió a Luke Cage, Power Man  en el número 17, Cage continuó ofreciendo sus servicios de héroe.
Inicialmente, Héroes de Alquiler, Inc. era una pequeña empresa con licencia del estado de Nueva York, que ofrecía una línea completa de servicios de investigación y protección profesional. Héroes de Alquiler fue propiedad de Luke Cage y Daniel Rand. Tenía oficinas en Park Avenue y dos empleados pagados: Jenny Royce, secretaría del grupo y Jeryn Hogarth, el abogado del grupo y representante empresarial. Héroes de Alquiler no aceptaban trabajos que involucraban actividades extralegales.

## Versiones

### Power Man y Puño de Hierro
Cuando la serie de Puño de Hierro (Iron Fist) fue cancelada debido a las bajas ventas, Puño de Hierro se unió a Luke Cage, Power Man  en el número 48. A partir del número 50 el nombre del cómic cambió a Power Man y Iron Fist. Los dos formaron una nueva empresa Heroes for Hire, Inc, fundada por el abogado Jeryn Hogarth y atendido Jennie Royce. Colleen Wing y Misty Knight, que habían sido personajes recurrentes en la serie de Puño de Hierro, a menudo aparecían también en esta serie, aunque nunca llegaron a convertirse en miembros oficiales de Héroes for Hire, Inc. Esta asociación duró hasta el número 125, el último de la serie.

### Héroes de Alquiler (1996)
En 1996, como consecuencia de los arcos argumentales "Onslaught" y "Heroes Reborn" el Universo Marvel sufrió un vacío de poder después de la desaparición de Los Cuatro Fantásticos y Los Vengadores. Jim Hammond y Danny Rand decidieron crear unos nuevos héroes de alquiler. Puño de Hierro reclutó a Luke Cage y Héroes de Alquiler debutó en 1997. Entreo los miembros del equipo también estaban: Dane Whitman (El caballero negro), un nuevo Tigre Blanco (White Tiger), Hércules, She-Hulk (Hulka), Ant-Man (Scott Lang) y Deadpool. Aunque gran parte del equipo iban variando, siendo contratados para las misiones en las que fueran necesarios.  Heroes For Hire fue escrito por John Ostrander e ilustrado por Pascual Ferry. Duró 19 números antes de ser cancelado.

### Héroes de Alquiler (2006)
Una nueva serie de Héroes de Alquiler fue creada tras los eventos de Civil War. El cómic inicialmente fue dibujado por Billy Tucci y escrito por Jimmy Palmiotti y Justin Gray, quien también escribió la miniserie Hijas del Dragón protagonizada por Misty y Colleen. Muchos personajes y tramas de los nuevos Héroes de Alquiler eran la continuación de los visto en Hijas del Dragón.
La serie luego cambió de manos y fue escrita por Zeb Wells, con el arte de Terry Pallot. El equipo consistía en: Colleen Wing, Misty Knight, Tarántula (María Vásquez), Shang-Chi, Entomólogo (Humbug), Orka, Gata Negra (Black Cat) y Paladin, estos dos últimos se unieron al grupo por dinero. Sirven como agentes para el "Acta de registro de Super Humanos". Tras el asesinato de Goliath en batalla, decidieron ir tras el Capitán América.
Después de enterarse de la ubicación del Capitán América, Misty y el equipo solo quieren hablar con él y encontrar una solución pacífica, pero Paladin los traiciona. Shang-Chi derrota a Paladin y cambia el uniforme de este con el del Capitán América. Cuando S.H.I.E.L.D. llega, Paladín es puesto involuntariamente bajo su custodia.
Poco después, los Héroes de Alquiler descubren una operación del mercado negro que implanta quirúrgicamente órganos de Skrull que dotan de habilidades para cambiar de forma a los que se someten a la operación. Varios de estos Skrull-villanos rescatan a Ricadonna de la prisión. Ricadonna destruye la base de los Héroes de Alquiler, enviando un paquete explosivo con insecticida. Una banda de ninjas atacaron a Tarántula cuando estaba con su padre. Después de asesinar a su padre, Tarántula mata a toda la banda ella sola. El Entomólogo utiliza las moscas para descubrir la base de Ricadonna que ha adquirido de alguna manera nuevos poderes.
El equipo viaja a la Tierra Salvaje donde traban amistad con Dinosaurio Diablo (Devil Dinosaur) y Chico Luna (Moon-Boy). A raíz de estas aventuras, los Héroes de Alquiler se involucraron en "World War Hulk", siendo capturados a bordo de la nave de piedra de Hulk. Una vez allí, Entomólogo traiciona al grupo, pero a su vez es traicionado por la "Gran colmena de la Tierra", que lo había estado usando desde el principio. Colleen y Tarantula son torturadas, pero rescatadas por el resto del equipo. Shang-Chi mata a Entomólogo para vengar la tortura de Tarántula, y posiblemente por piedad, ya que Entomólogo había sido transformado en un monstruo por la "Gran colmena de la Tierra". Después el equipo se divide, con Paladin secuestrando a Chico Luna por la recompensa ofrecida por su captura. Gata Negra intenta apelar a la buena naturaleza de Paladin, pero Paladin la golpea y le dice que ella no le conoce en absoluto. Shang-Chi se aleja del grupo llevando a Tarántula herida en sus brazos. Misty intenta consolar a Colleen todavía malherida, intentando animarla que el equipo todavía podría seguir adelante, pero Colleen responde que en el momento en que el equipo vendió sus servicios como héroes vendieron lo mejor de sí mismos. Colleen se aleja dejando a Misty sola.

### Héroes de Alquiler (2010)
En 2010, Marvel estrenó una nueva colección de Héroes de Alquiler. El cómic surge tras los eventos ocurridos en el arco argumental de Shadowland. Esta vez, el equipo está dirigido más como una organización, cambiendo los miembros para cada misión. A diferencia de las encarnaciones anteriores, los miembros trabajan para beneficios tales como consejos respaldo cuando sea necesario en lugar de dinero. La organización es dirigida originalmente por Misty Knight bajo control mental y con un equipo que incluye a Johnny Blaze (Ghost Rider), Puño de Hierro, Caballero Luna (Moon Knight), Punisher, Viuda Negra, Paladín, Falcon, Silver Sable (Marta Plateada) y Elektra. Después de que Paladín y Puño de Hierro liberaran a Misty del control mental, los otros miembros pierden la fe en la organización y la abandonan. Paladín convence a Misty para reinicie las misiones con él y ganarse el respeto de la comunidad de superhéroes. El primero en unirse a la organización es Spider-Man.
Durante "Spider-Island", los Héroes de Alquiler son llamados por el alcalde J. Jonah Jameson para ayudar a poner en cuarentena a Manhattan, ya que un brote causó que cualquier persona expuesta a las picaduras de unas chinches modificadas con ingeniería genética pudieran desarrollar poderes arácnidos. Héroes de Alquiler terminaron luchando contra versiones arácnidas de Chemistro, Cheshire Cat (Gato de Cheshire), Commanche, Cottonmouth (Boa), Dontrell "Cockroach" Hamilton, Mr. Fish, Nightshade, y Spear.

### Villanos de Alquiler (2011)
En una nueva serie que se deriva de los eventos del final de Héroes de Alquiler, Misty Knight lidera un nuevo grupo de héroes formado por Pantera Negra, Silver Sable y Paladin. Sin embargo, a través de circunstancias aún conocidas, forma un subgrupo de villanos formado por Bombshell (Bomba), Crossfire (Fuego Cruzado), Nightshade (Sombra Nocturna) y Tiburón Tigre (Tiger Shark).
El equipo de Villanos de Alquiler estaba liderado por Hombre Púrpura y Headhunter y la alineación está formada por Avalancha, Death-Stalker (Rondador de la Muerte), Shocker y Azote. Los Villanos de Alquiler de Hombre Púrpura se enfrentaron a la tripulación de Misty Knight. Más tarde, el grupo se une a Bushmaster y Monster durante su pelea con el equipo de Misty Knight. Tiburón Tigre y Bombshell dejan el equipo de Misty Knight mientras gana a Speed Demon y Lady Stilt-Man. El Hombre Púrpura luego envió a los Villanos de Alquiler para atacar la sede de Misty Knight y algunos de ellos fueron derribados por las trampas que Misty Knight ha puesto. Durante la pelea, Lady Stilt-Man tiene defectos en el lado del Hombre Púrpura cuando Bombshell, Hombre Mono y Tiburón Tigre también se unen. Misty Knight revela que obtuvo la ayuda del Amo de las Marionetas, que utiliza a los criminales del lado de Misty Knight como parte de la recompensa de Amo de las Marionetas en Hombre Púrpura, y que el Azote que trabaja para el Amo de las Marionetas era en realidad un paladín que trabaja de manera encubierta.

### Poderosos Vengadores (2013)
Durante el arco argumental Infinito, se muestra a Luke Cage liderando una nueva lista de Héroes de Alquiler que consiste en él, White Tiger y Power Man. El equipo se disuelve después de que White Tiger abandone al Superior Spider-Man (la mente del Doctor Octopus en el cuerpo de Peter Parker) consideraba a los mercenarios del equipo luego de una pelea con Saqueador. Los remanentes del grupo continúan formando los nuevos Poderosos Vengadores durante la invasión de la Tierra por parte de Thanos.

### "Héroes de Alquiler" de Deadpool (2015)
Ocho meses después de los acontecimientos de la trama de Secret Wars como se vio durante el evento All-New, All-Different Marvel, Deadpool establece un nuevo equipo de Héroes de Alquiler. La lista se compone de Solo, Madcap, Slapstick, Foolkiller, Terror y Mantarraya. Matt Murdock y Luke Cage se muestran planeando acciones legales contra Deadpool. Después de que la demanda finaliza, Deadpool cambia el nombre de su grupo Héroes de Alquiler a "Mercenarios por Dinero" de Deadpool.

### Los Defensores (2018)
Después de derrotar a Diamondback; Luke Cage, Iron Fist y Jessica Jones reformaron los Héroes de Alquiler.

## Miembros

### Héroes de Alquiler I
- Luke Cage
- Iron Fist

### Héroes de Alquiler II
- Antorcha Humana  (líder)
- Ant-Man II
- Black Knight (Caballero Negro) III
- Hércules
- Iron Fist
- Luke Cage
- She-Hulk (Hulka)
- Thena
- White Tiger (Tigre Blanco) II

### Héroes de Alquiler III
- Misty Knight
- Colleen Wing
- Gata Negra (Black Cat)
- Gárgola (Gargoyle)
- Humbug (Entomólogo)
- Orka
- Paladín
- Shroud (Mortaja)
- Tarántula VI
- Vienna

### Héroes de Alquiler IV
- Misty Knight
- Colleen Wing
- Viuda Negra
- Elektra
- Falcon
- Ghost Rider
- Iron Fist
- Caballero Luna
- Punisher
- Shang-Chi
- Silver Sable (Marta Plateada)
- Spider-Man

### Héroes de Alquiler V
- Hulk
- Iron Fist
- Pantera Negra
- Doctor Strange
- Nate Dawes

### Héroes de Alquiler VI
- Luke Cage
- Power Man
- White Tiger IV

## En otros medios

### Televisión
- Héroes de Alquiler aparece en El escuadrón de superhéroes, Se compone de Iron Fist, Luke Cage, y Misty Knight. Ellos fueron contratados por Brynnie Braton para encontrar a su padre y terminaron ayudando a los Super Hero Squad a combatir los Doombots. Tras la batalla, Falcon ayuda a los Héroes de Alquiler a encontrar al padre de Brynnie Braton, que trabaja como bombero y está apagando un incendio en Villainville. Los Héroes de Alquiler luchan contra Pyro y Zzzax.

- Héroes de Alquiler aparecen en The Avengers: Earth's Mightiest Heroes en el episodio "To Steal an Ant-Man". Henry Pym contrata a Luke Cage y Puño de Hierro para recuperar su equipo robado. Los Héroes de Alquiler rastrean al ladrón, que resulta ser Scott Lang, que está utilizando el equipo de Ant-Man para robar bancos y pagar a su antiguo socio Crossfire, que ha secuestrado a su hija Cassandra. Héroes de Alquiler y Pym ayudan Lang en el rescate de Cassandra.
- Aunque no son exactamente los Héroes de Alquiler (a los que se hace referencia como los Nuevos Guerreros) en Ultimate Spider-Man. El equipo dirigido por Nick Fury y con sede de S.H.I.E.L.D., Triskelion se parece a los Héroes de Alquiler con Spider-Man (como líder), sino que también tiene a Power Man y Iron Fist como miembros, así como Nova y White Tiger.
- Los titulares de The Defenders en Netflix de Marvel, con el mismo nombre, tienen a Luke Cage y Danny Rand / Iron Fist como miembros, compartiendo algunas similitudes con los Héroes de Alquiler.

### Videojuegos
- Un anuncio masivo de Heroes for Hire se muestra prominentemente en el fondo de la etapa Daily Bugle en Marvel vs. Capcom 3: Fate of Two Worlds.
- El final de Puño de Hierro para el juego Ultimate Marvel vs Capcom 3, consiste en la creación de una formación de Héroes de Alquiler formados por Puño de Hierro, Luke Cage, Misty Knight y Colleen Wing, así como los personajes de Capcom Ryu, Chun-Li y Batsu Ichimonji.

- En  Lego Marvel Super Heroes, un cartel con una publicidad masiva para "Héroes de Alquiler" se puede ver